# Stazione di Sotto la Costa
La stazione di Sotto la Costa è una fermata ferroviaria della ferrovia San Severo-Peschici a servizio del comune di Rodi Garganico, in provincia di Foggia.
È gestita dalle Ferrovie del Gargano.